# Georg Kahle
Georg Heinrich Friedrich Kahle (* 11. Oktober 1829 in Celle; † 8. März 1895) war ein deutscher lutherischer Theologe, Konsistorialrat und Generalsuperintendent der Generaldiözese Hoya-Diepholz.

## Leben
Kahle war ein Sohn des Präzeptors Johann Cord Heinrich Friedrich Kahle. Er studierte Theologie und wurde 1860 Hilfsgeistlicher an der Garnisonkirche in Hannover.
1866 trat er als Hilfsarbeiter in das Konsistorium ein, wurde 1869 Konsistorialassessor und 1873 ordentliches geistliches Mitglied des Konsistoriums. Von 1882 bis 1885 diente er außerdem als Generalsuperintendent der Generaldiözese Hoya-Diepholz.